# Kuźnica Grabowska
Kuźnica Grabowska – wieś w Polsce położona w województwie wielkopolskim, w powiecie ostrzeszowskim, w gminie Kraszewice. Przez miejscowość przepływa rzeka Łużyca, dopływ Prosny.

## Przynależnośc administracyjna
Kuźnica Kraszowicka (Kuźnica Grabowska) była wsią królewską w tenucie grabowskiej w powiecie ostrzeszowskim województwa sieradzkiego w końcu XVI wieku. Do 1954 roku oraz od 1 stycznia do 26 stycznia 1973 roku istniała gmina Kuźnica Grabowska. W latach 1954–1971 wieś należała i była siedzibą władz gromady Kuźnica Grabowska, po jej zniesieniu w gromadzie Kraszewice. W latach 1975–1998 miejscowość administracyjnie należała do województwa kaliskiego.

## Historia
Pierwsza wzmianka historyczna dotycząca Kuźnicy Grabowskiej pochodzi z 1423 roku. W roku tym Władysław II Jagiełło nadał niejakiemu Długoszowi przywilej założenia na terytorium Kraszewic nowej „kuźnicy” (huty żelaza). Druga taka kuźnica powstała później nad Głuszyną (dziś Żurawką) we wsi Głuszyna. W 1546 król Zygmunt I Stary odnowił na prośbę Alberta Rostogi przywilej na kuźnicę z 1423.  
Około 1800 roku w Kuźnicy Grabowskiej został zbudowany spichlerz folwarczny, znajdujący się obecnie w Skansenie Etnograficznym w Russowie. W 1827 wieś liczyła 24 domy i 220 mieszkańców. Według Towarzystwa Kredytowego Ziemskiego w 1830 wieś była stolicą dóbr Kuźnica Grabowska i liczyła 40 tysięcy mr, które były własnością Elżbiety z książąt Radziwiłłów hr. Raczyńskiej. Około 1880 właścicielem dobr Kuźnica Grabowska, których obszar wynosił 10716 mr, w tym 9438 mr lasu był Jakub Engelman.
W 1910 dobra Kuźnicy Grabowskiej (około 4.000 morgów,) nabył za 375 tysięcy rubli od Gustawa hr.Ostrowskiego kupiec z Wielczowa Glucksman
W czasie powstania styczniowego 26 lutego 1863 oddział Józefa Oxińskiego stoczył pod Kuźnicą Grabowską bitwę z przeważającymi silami wojsk rosyjskich.
13 listopada 2021 detektoryści Stowarzyszenia Poszukiwaczy Śladów Historii „Denar” oraz Stowarzyszenia Wrocławska Grupa Poszukiwawcza odkryli szczątki rakiety V-2. Odkrycie było relacjonowane przez Poszukiwacze historii – Polsat Play.
13 sierpnia 2023 uroczyście obchodzono 600-lecie Kuźnicy Grabowskiej połączone z III Piknikiem Historycznym, z tej okazji wybito okolicznościowa monetę.

## Oświata i kultura
W Kuźnicy Grabowskiej funkcjonuje Szkoła Podstawowa im. Kardynała Karola Wojtyły. Prężnie działa tutaj także jedyne w Polsce Muzeum Elementarza im. prof. Mariana Falskiego. Od 1997 działa tutaj Warsztat Terapii Zajęciowej w Kuźnicy Grabowskiej. 

## Rehabilitacja osób niepełnosprawnych
Warsztat Terapii Zajęciowej w Kuźnicy Grabowskiej został uruchomiony dnia 15 października 1997 z inicjatywy Stowarzyszenia Pomocy Osobom Niepełnosprawnym „Brat”. Od roku 2004 podlega Fundacji Inwalidów i Osób Niepełnosprawnych „Miłosierdzie” w Kaliszu.

## Ludzie związani z Kuźnicą Grabowską
- Józef Oxiński (Oksiński) herbu Oksza (ur. 19 marca 1840 w Płocku, zm. 13 listopada 1908 we Lwowie) – major wojsk polskich w powstaniu styczniowym, naczelnik wojenny powiatu piotrkowskiego, inżynier, dowodził w bitwie pod Kuźnicą Grabowską 26 lutego 1863[21].
- 2 lutego 1938 w Kuźnicy Grabowskiej urodził się Stefan Kowal – polski historyk, profesor nauk humanistycznych, wykładowca Uniwersytetu im. Adama Mickiewicza[22].
- 31 marca 1965 w Kuźnicy Grabowskiej urodził się Krzysztof Kubiak – polski lekarz weterynarii, specjalizujący się w chorobach psów i kotów, profesor nauk weterynaryjnych, profesor i od 2024 rektor Uniwersytetu Przyrodniczego we Wrocławiu[23][24].
- Z Kuźnicą Grabowską związany jest Jerzy Krzywaźnia (ur. 1963 w Lututowie) – polski nauczyciel, historyk, bloger, regionalista, genealog[25].